# Pieter Van Den Bosch
Pieter Van Den Bosch (31 de outubro de 1927 - 31 de janeiro de 2009) foi um futebolista belga que competiu na Copa do Mundo FIFA de 1954.